# Bewegung Sozialistischer Demokraten
Die Bewegung Sozialistischer Demokraten (französisch Mouvement des démocrates socialistes, arabisch حركة الديمقراطيين الاشتراكيين, DMG Ḥarakat ad-Dīmuqrāṭiyyīn al-Ištirākiyyīn; Kürzel MDS) ist eine sozialdemokratische Partei in Tunesien, die am 10. Juni 1978 gegründet wurde. Während der 1990er und 2000er Jahre war sie regelmäßig die zweitgrößte Partei in der Abgeordnetenkammer Tunesiens hinter der dominanten Konstitutionellen Demokratischen Sammlung, mit zuletzt 16 Sitzen während der Legislaturperiode 2009–11. Nach der Jasminrevolution 2011 verlor sie an Bedeutung.

## Geschichte
Die Gründer der MDS waren Abweichler aus der damals herrschenden Sozialistischen Destur-Partei (PSD), sowie freiheitlich gesinnte Exilanten. Einige der Gründer waren bereits 1976/77 an der Gründung der Tunesischen Liga für Menschenrechte (LTDH) beteiligt gewesen. Der erste Generalsekretär der Partei war Ahmed Mestiri, ein ehemaliges Mitglied der PSD und Innenminister in der Regierung von Präsident Habib Bourguiba, der aber 1971 aus der Regierung entlassen und aus der Partei ausgeschlossen worden war, nachdem er nach demokratischen Reformen und Pluralismus verlangt hatte.
Tunesien war damals ein Ein-Parteien-Staat, in dem einzig die PSD zugelassen war. Die MDS blieb daher zunächst illegal. Im Jahr 1981 erlaubte der neue, vergleichsweise reformbereite Premierminister Mohamed Mzali weiteren Parteien, an Wahlen teilzunehmen und offiziell anerkannt zu werden, wenn sie mehr als 5 % der Stimmen gewinnen würden. Unter den kleinen, nur schwach institutionalisierten Oppositionsparteien hatte die MDS die chancenreichsten Kandidaten und drohte sogar, die PSD in der Hauptstadt Tunis zu überholen. Die Regierung manipulierte daraufhin die Wahlen. Nach dem offiziellen Ergebnis kam die MDS dann auf nur 3,2 %, weit abgeschlagen hinter der PSD mit 94,6 %.
Die Regierung gab später jedoch nach und registrierte die MDS schließlich am 19. November 1983. Während der 1980er-Jahre war sie eine von drei legalen Oppositionsparteien. Als Zine el-Abidine Ben Ali 1987 die Staatsführung von dem langjährigen Machthaber Bourguiba übernahm, begrüßte die MDS das zunächst. Einige Mitglieder der MDS glaubten, dass Ben Ali wirklich Reformen und Liberalisierung anstrebte und traten zu seiner 1988 gegründeten Konstitutionellen Demokratischen Sammlung (RCD) über. Ahmed Mestiri stand der MDS noch bis 1990 vor. Während der beginnenden 1990er-Jahre war die MDS uneins, ob sie mit der Regierung zusammenarbeiten oder weiter die Opposition vertreten sollte. Diejenigen, die für einen strikten Oppositionskurs standen, verließen die Partei oder wurden an den Rand gedrängt. Im Jahr 1994 gründete eine Gruppe von unzufriedenen MDS-Mitgliedern um Mustafa Ben Jaafar das Demokratische Forum für Arbeit und Freiheit (FDTL oder Ettakatol). Dieses erhielt allerdings erst 2002 die Zulassung.
Im Jahr 1994 wurde das Wahlrecht so geändert, dass die parlamentarische Vertretung der kleineren legalen Parteien garantiert war. Die MDS erhielt 10 der insgesamt 163 Sitze im Abgeordnetenhaus (wovon 19 für die „Opposition“, das heißt alle Parteien außer der RCD, vorbehalten waren). Bei der Parlamentswahl in Tunesien 1999 wurde die MDS erneut größte „Oppositions“-Partei mit 13 Parlamentssitzen. 2001 wurde dem damaligen Parteivorsitzenden Mohamed al Mouadda vorgeworfen, einen Pakt mit der verbotenen islamistischen Gruppe Ennahda gebildet zu haben. Bei der Parlamentswahl 2004 gewann die Partei 4,6 % der Wählerstimmen und 14 Sitze. Die Anzahl der Sitze wuchs auf 16 bei der Wahl 2009.
Nach der „Jasminrevolution“ von 2011 verlor die MDS angesichts der vielen neu gegründeten und legalisierten Parteien an Bedeutung. Bei der Wahl zur Verfassunggebenden Versammlung Tunesiens 2011 gewann die Partei nur noch knapp 1 Prozent der Stimmen und damit 2 der 217 Abgeordnetensitze, bei der Wahl 2014 nur noch 0,4 Prozent der Stimmen und einen Sitz.
Die MDS hat die arabischsprachigen Wochenzeitungen al-Moustaqbal („Die Zukunft“) and al-Ra'i („Die Meinung“) sowie die französischsprachige L'Avenir (ebenfalls „Die Zukunft“) herausgegeben.